# Battrans
Battrans és un municipi francès situat al departament de l'Alt Saona i a la regió de Borgonya - Franc Comtat. L'any 2007 tenia 231 habitants.

## Demografia

### Població
El 2007 la població de fet de Battrans era de 231 persones. Hi havia 80 famílies, de les quals 16 eren unipersonals (12 homes vivint sols i 4 dones vivint soles), 20 parelles sense fills, 36 parelles amb fills i 8 famílies monoparentals amb fills.
La població ha evolucionat segons el següent gràfic:
Habitants censats

### Habitatges
El 2007 hi havia 88 habitatges, 83 eren l'habitatge principal de la família, 2 eren segones residències i 3 estaven desocupats. 84 eren cases i 3 eren apartaments. Dels 83 habitatges principals, 75 estaven ocupats pels seus propietaris i 8 estaven llogats i ocupats pels llogaters; 1 tenia una cambra, 3 en tenien dues, 4 en tenien tres, 8 en tenien quatre i 67 en tenien cinc o més. 70 habitatges disposaven pel capbaix d'una plaça de pàrquing. A 37 habitatges hi havia un automòbil i a 46 n'hi havia dos o més.

### Piràmide de població
La piràmide de població per edats i sexe el 2009 era:
| Homes | Edats   | Dones |
| ----- | ------- | ----- |
| 0     | 95 o +  | 0     |
| 0     | 90 a 94 | 0     |
| 0     | 85 a 89 | 0     |
| 4     | 80 a 84 | 0     |
| 0     | 75 a 79 | 4     |
| 0     | 70 a 74 | 0     |
| 4     | 65 a 69 | 0     |
| 0     | 60 a 64 | 4     |
| 4     | 55 a 59 | 0     |
| 8     | 50 a 54 | 4     |
| 16    | 45 a 49 | 8     |
| 8     | 40 a 44 | 16    |
| 8     | 35 a 39 | 8     |
| 0     | 30 a 34 | 8     |
| 4     | 25 a 29 | 4     |
| 8     | 20 a 24 | 8     |
| 20    | 15 a 19 | 20    |
| 16    | 10 a 14 | 8     |
| 8     | 5 a 9   | 8     |
| 0     | 0 a 4   | 4     |

## Economia
El 2007 la població en edat de treballar era de 157 persones, 112 eren actives i 45 eren inactives. De les 112 persones actives 106 estaven ocupades (65 homes i 41 dones) i 6 estaven aturades (1 home i 5 dones). De les 45 persones inactives 15 estaven jubilades, 13 estaven estudiant i 17 estaven classificades com a «altres inactius».

### Ingressos
El 2009 a Battrans hi havia 83 unitats fiscals que integraven 228 persones, la mediana anual d'ingressos fiscals per persona era de 18.400 €.

### Activitats econòmiques
Dels 8 establiments que hi havia el 2007, 5 eren d'empreses de construcció, 1 d'una empresa de transport, 1 d'una empresa financera i 1 d'una empresa classificada com a «altres activitats de serveis».
Dels 4 establiments de servei als particulars que hi havia el 2009, 2 eren fusteries, 1 lampisteria i 1 electricista.
L'any 2000 a Battrans hi havia 5 explotacions agrícoles.

## Poblacions més properes
El següent diagrama mostra les poblacions més properes.